# Odiljenje sigetsko
Odiljenje sigetsko (česky: Rozloučení u Sigetu) je intertextuální poetické dílo Pavla Rittera Vitezoviće, které bylo poprvé vydáno v roce 1684. Je považováno za první a nejvýznamnější autorovo dílo ve vernakulárním jazyce. Odiljenje sigetsko bylo napsáno někdy mezi lety 1679 a 1682 a zabývá se obléháním Szigetváru v roce 1566, přičemž vychází z předchozích adaptací stejného tématu.
Dílo je obzvláště pozoruhodné svou neobvyklou formou a vykazuje výrazný nedostatek jasné žánrové klasifikace, což vedlo k častým debatám mezi literárními historiky. Někdy je popisováno jako „mozaika“, která zahrnuje širokou škálu literárních prvků a prostředků, a vyznačuje se fragmentární formou. Bylo dobře přijato svými současníky a následně inspirovalo řadu autorů v 18. století.

## Forma a interpretace

### Klasifikace
Nejnápadnějším rysem textu je jeho neobvyklá forma, která byla v raných kritických analýzách předmětem kontroverzí. Historikové původně vnímali toto dílo jako pokus o vytvoření eposu založeného na obléhání Szigetváru, podobně jako jeho předchůdci Vazetje Sigeta grada a Szigeti veszedelem.
Většina moderních analytiků, jako Nikica Kolumbić a Pavao Pavličić, jej však považuje spíše za lyrický komentář k eposu Obsida sigecka od Petra Zrinského, přičemž zdůrazňují jeho intertextuální charakter. Podle Pavličiće chtěl Vitezović vykreslit aspekty, které považoval za klíčové pro utváření dobové literatury: opírání se o tradici, tematický základ vztahující se k sociálně či národně důležitým otázkám a co největší srozumitelnost pro široké publikum. Konkrétně tvrdí, že záměrem díla bylo přepracovat existující epos lyrickým způsobem, aby byl přístupnější pro méně vzdělané publikum, přičemž některé jeho aspekty byly rozšířeny a zdůrazněny z programových, a možná i politických důvodů.
Vanja Budišćak klasifikuje text jako hybrid lyriky, epiky a dramatu, přičemž tvrdí, že není zcela zbaven epických či dokonce dramatických prvků. Dunja Fališevac popisuje jeho formu jako inovativní žánr s barokními prvky.

### Struktura

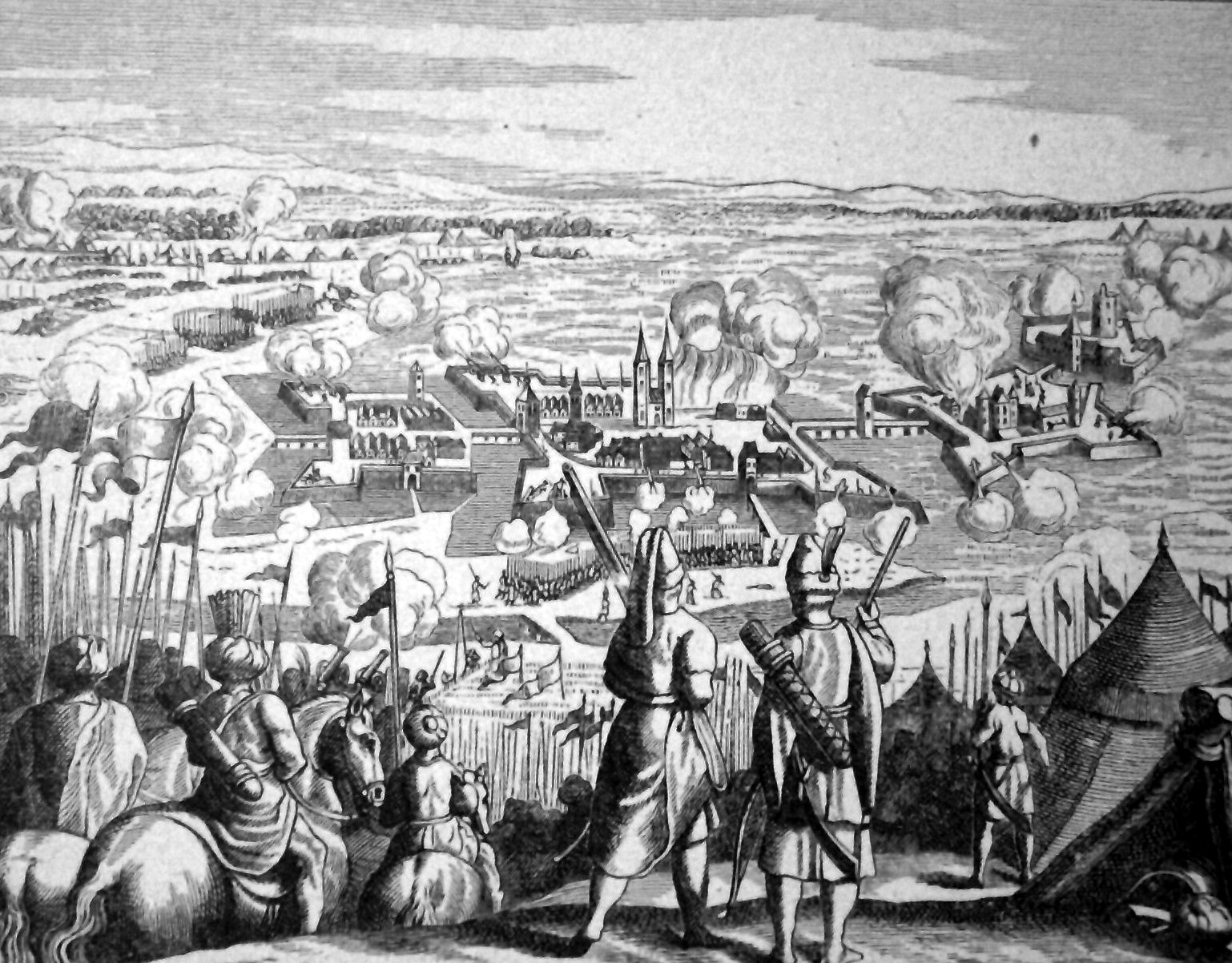
Obléhání pevnosti Szigetvár přesilou Osmanů

Odiljenje sigetsko se nese v nostalgickém a elegickém tónu. Skládá se ze čtyř částí (dil), z nichž tři obsahují dopisy jiným osobám, monology nebo dialogy, které vyjadřují smutek a loučení po zmíněném obléhání Osmanů. Tyto části využívají literární prostředky, jako je antropomorfismus, a fantastické prvky, například víly.
Dialog mezi Sofií, múzou jednoho z účastníků bitvy Gašpara Alapiće, a jestřábem, který ji informuje o Alapićově smrti krátce po skončení obléhání, byl motiv převzatý z lidové písně.
Poslední část obsahuje kratší básně podobné příležitostné poezii, které jsou označovány jako náhrobky (nadgrobnice). Ty představují hlasy několika padlých postav, například Sulejmana Nádherného a Mikuláše Šubiće Zrinského.
Přísloví jsou v Odiljenje sigetsko obzvláště hojně zastoupena, což svědčí o snaze přiblížit dílo méně vzdělaným vrstvám společnosti. Téměř všechna se zabývají nevyhnutelností smrti, což odpovídá hlavnímu tématu „loučení“ v průběhu či po skončení bitvy.

### Metrum a jazyk
Metrum je převážně tvořeno severním dvojitě rýmovaným dvanáctislabičným veršem, který se stal standardem chorvatské literatury již od Judity. Vedle něj se však vyskytují i další metrické formy, včetně hexametru. V díle se objevují literární formy a inovace, jako jsou ozvěny (echo), stejně jako Vitezovićovy experimenty s homonymními rýmy.

V předmluvě k prvnímu vydání Vitezović vyjadřuje své názory na jazyk a obhajuje jazykový purismus pomocí verše:
Človik najdičnije svoju halju nosi
a šta doma nije, to se vani prosi
(Jinými slovy: Člověk nejpyšněji nosí svůj vlastní oděv, a co nemá doma, musí žebrat venku.)
Jazyk díla je založen na trojdialektálním principu – zahrnuje prvky čakavštiny, štokavštiny i kajkavštiny, podobně jako jazyk autorů z ozaljského literárního kruhu.

### Zobrazení Osmanů
Zobrazení Turků se v Odiljenje sigetsko odchyluje od dřívějších děl na toto téma, která je obvykle vykreslovala v stereotypně negativním světle. Vitezović naopak představuje vyváženější pohled – oceňuje jejich sílu a uznává jejich motivaci sloužit svému vůdci a svému lidu ve jménu slávy, čímž je staví na roveň obráncům.
Tento vyvážený pohled dále podtrhuje Vitezovićova metafora, v níž Osmané vystupují jako „boží metla“ – nástroj, jenž má přivést křesťany zpět na správnou cestu po jejich hříšných odklonech.

## Vznik díla

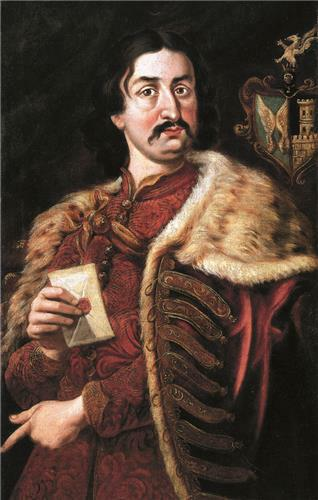
Motivy byly převzaty z eposu Obsida sigecka od Petra Zrinského

Vitezović sám tvrdil, že dílo napsal v roce 1679, avšak někteří historikové kladou jeho vznik spíše do roku 1682. Původně zamýšlel vydat další tři části, k čemuž však nikdy nedošlo – spekuluje se, že původní verze z roku 1679 byla později revidována a zkrácena.
Vitezović měl k napsání Odiljenje sigetsko jak politické, tak historiografické motivace, avšak ty neoslabily jeho především lyrický a emocionální pohled na věc. Postupné oslabování osmanské hrozby v rámci habsburské monarchie vedlo k posílení ambicí získat zpět území, která byla dříve součástí Chorvatska a nyní byla pod osmanskou kontrolou.
Vitezović se v době vzniku díla sám účastnil habsbursko-osmanských válek, což mohlo ovlivnit jeho zpracování témat, jako je smrt. První vydání bylo financováno Adamem Zrinským.

### Historie vydání
První vydání vyšlo v Linci, následované reedicí ve Vídni v roce 1685.
V roce 2016 byla v knihovně Univerzity Loránda Eötvöse v Budapešti objevena třetí edice. Tato verze byla evidentně samonákladem vydána samotným Vitezovićem v Záhřebu roku 1695.

## Odkaz díla
Podrobnosti o dobovém přijetí Odiljenje sigetsko nejsou zcela jisté kvůli nedostatku dochovaných dokumentů. Je však známo, že všechny tištěné exempláře byly do roku 1695 vyprodány a veřejný zájem o třetí vydání nadále přetrvával.
Dílo ovlivnilo řadu autorů 18. století, kteří z něj převzali určité prvky do své vlastní tvorby. Mezi tyto autory patří Juraj Malevac, Luka Vladimirović, Antun Ivanošić, Mateša Antun Kuhačević a Andrija Kačić Miošić.

### Moderní kritické hodnocení
Přijetí Odiljenje sigetsko v moderní době bylo smíšené. Kniha byla znovu vydána v roce 1836 a s obnoveným zájmem o Vitezovićova díla v 19. století, podníceným ilyrským hnutím, byla hodnocena pozitivně.
Ve 20. století se však dostala pod výrazně kritičtější pohled. Mate Ujević ji odmítl jako „umělecky bezcennou“ a tvrdil, že Vitezović měl jen malý básnický talent. Tento postoj sdíleli i další chorvatští literární historikové, jako Milivoj Šrepel, Mihovil Kombol a Branko Vodnik, kteří poukazovali na nedostatek soudržné struktury a přílišné spoléhání na díla předchůdců. Přesto uznali jeho zručnost ve veršování a některé „pozitivní pasáže“ v textu. Tento převážně negativní pohled byl později zpochybněn novějšími autory, jako jsou Nikica Kolumbić a Pavao Pavličić, kteří tvrdili, že Vitezovićovy záměry a myšlenky nikdy nebyly plně pochopeny, a že tak chyběla hlubší analýza jeho díla. Zdůraznili originalitu a jedinečnost Odiljenje sigetsko nejen v kontextu chorvatské literatury, čímž revidovali názor, že mu chybí jednotná struktura.
Pavličić tvrdí, že Odiljenje sigetsko je „důležitější pro pochopení literatury, která z něj vychází, než pro své vlastní literární kvality“. Podle něj má hodnotu jako poetický experiment, který se snaží oslovit gramotné publikum a vštípit mu určité literární ideje nebo aktuální otázky, jako byla osmanská hrozba.
Kolumbić uvedl, že Vitezović byl přirozenější a rozmanitější ve veršování než mnozí jeho předchůdci, například Petar Zrinski a Marko Marulić, a že v některých pasážích projevil skutečnou virtuozitu, například při konstrukci hexametrů, které jsou v chorvatštině obtížně použitelné. Kritizoval však jeho nedostatek stručnosti a opakování stejných myšlenek, což bylo dědictvím starších chorvatských básníků.
Navzdory tomu, že jeho historické ambice mohly být na úkor jeho básnické stránky, vytvořil podle kritiků v některých částech knihy obdivuhodnou poezii. Obzvláště byla vyzdvižena část napsaná ve formě „ozvěnového verše“ (Putnik i jeka), která byla považována za lepší než u jeho předchůdců, jako byli Zrinski a Gundulić, a která dosáhla maximální jednoty mezi náladou a zvukomalebností.
Ve své vyčerpávající analýze Vanja Budišćak označila Odiljenje sigetsko za „jedno z nejlepších děl chorvatského baroka“ a za jedno z nejzajímavějších v chorvatské literatuře.
Významný německý slavista Reinhard Lauer považuje Odiljenje sigetsko za důležitý jazykový krok směrem k jednotnému chorvatskému poetickému jazyku a za jedno z nejpozoruhodnějších děl na téma Sigetu.